# 佐々木勝美
佐々木 勝美（ささき かつみ、1933年12月18日 - ）は、日本の経営者。山陽新聞社社長を務めた。

## 経歴
福岡県出身。1958年に九州大学社教育学部を卒業し、同年に山陽新聞社に入社。1988年2月に取締役、1990年2月に常務を経て、1992年2月には社長に就任。2006年12月に会長に就任し、2012年2月に取締役相談役に退いた。
2009年11月に旭日重光章を受章。